# 陈铁民 (1938年)
陈铁民（1938年4月—），福建泉州人，中国社会科学院文学研究所研究员，中国社会科学院荣誉学部委员。1960年毕业于北京大学中文系文学专业。1963年毕业于北京大学中文系古典文献专业。